# Siehdichum

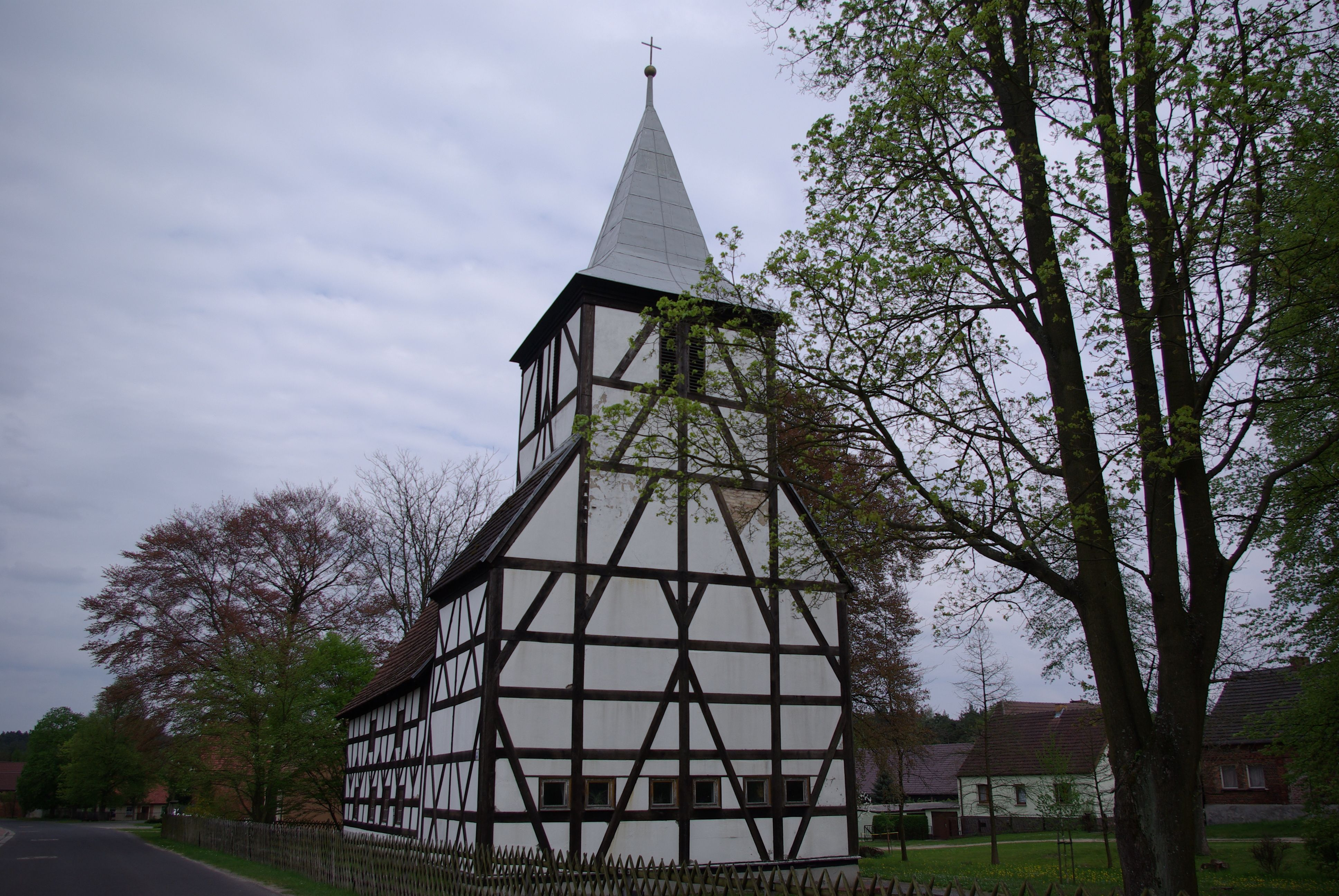
Kirche im Ortsteil Rießen

Siehdichum ist eine amtsangehörige Gemeinde im Landkreis Oder-Spree in Brandenburg. Sie wird vom Amt Schlaubetal verwaltet.

## Geografie
Die Gemeinde Siehdichum befindet sich in einer durch die Weichseleiszeit geprägten Hügellandschaft, die fast völlig bewaldet ist. Die westliche Gemeindegrenze bildet das Schlaubetal, im Osten fällt das Gelände stark zur durch die Oder gebildeten Ziltendorfer Niederung ab. Im Südosten schließen sich das Areal des Stahlwerks ArcelorMittal Eisenhüttenstadt sowie die Stadt Eisenhüttenstadt an.
Durch die Gemeinde führt die Wasserscheide von Nord- und Ostsee. An der Bundesstraße 246 weist ein Schild zwischen Dammendorf und Bremsdorf darauf hin.

## Gemeindegliederung
Siehdichum gliedert sich in drei Ortsteile, die entlang der ost-westlich verlaufenden Landesstraße L 37 zwischen Müllrose und Eisenhüttenstadt aufgereiht sind. Im Westen liegt Schernsdorf, gefolgt von Rießen. Pohlitz liegt im Osten.
Hinzu kommen die Wohnplätze Försterei, Pohlitzer Mühle, Ragower Mühle, Rautenkranz und Siehdichum.

## Geschichte
Die Ortsteile Siehdichums wurden bereits im Spätmittelalter angelegt. Im Jahre 1300 ist Rießen als Angerdorf erstmals urkundlich erwähnt worden. Aus dem Jahre 1332 ist eine Verkaufsurkunde über das Angerdorf Pohlitz bekannt. Ebenfalls im 14. Jahrhundert wurde das Gassendorf Schernsdorf erstmals erwähnt.
Schernsdorf hatte vor der Fusion selbst mehrere Ortsteile, die 2003 aufgelöst wurden. Dies waren Kallinenberg, Ragower Mühle, Siehdichum und Wustrow. Der Ort wurde 1347 erstmals als Sczchirnisdorf urkundlich erwähnt. Bis 1969 befand sich bei Schernsdorf eine Wassermühle, die Mittelmühle, welche in der DDR-Zeit abgerissen wurde.
Pohlitz hat seit 1966 östlich des Dorfes einen Flugplatz. Weiterhin gibt es ein Schäfereimuseum des Schäfervereins Märkischer Heidehof. Der Ort wurde 1318 erstmals als „Parlitz maior et minor“ (Großer und kleiner Pohlitzer See) erwähnt.
Pohlitz, Rießen und Schernsdorf gehörten seit 1836 zum Kreis Guben in der Provinz Brandenburg und ab 1952 zum Kreis Eisenhüttenstadt-Land im DDR-Bezirk Frankfurt (Oder). Seit 1993 liegen die Orte im brandenburgischen Landkreis Oder-Spree.
Die Gemeinde Siehdichum wurde im Rahmen der Brandenburger Gemeindegebietsreform am 26. Oktober 2003 aus den bis dahin selbstständigen Gemeinden Pohlitz, Rießen und Schernsdorf gebildet. Namensgebend war das alte Forsthaus Siehdichum, das einige Kilometer vom Siedlungsgebiet entfernt am Hammersee liegt.

## Bevölkerungsentwicklung
| Jahr | Pohlitz | Rießen | Schernsdorf |      | Jahr  | Siehdichum |
| ---- | ------- | ------ | ----------- | ---- | ----- | ---------- |
| 1875 | 330     | 496    | 375         | 2003 | 1 779 |            |
| 1910 | 263     | 513    | 270         | 2005 | 1 773 |            |
| 1939 | 299     | 560    | 223         | 2010 | 1 616 |            |
| 1946 | 441     | 682    | 329         | 2015 | 1 522 |            |
| 1950 | 430     | 662    | 335         | 2020 | 1 535 |            |
| 1971 | 314     | 536    | 176         | 2021 | 1 513 |            |
| 1990 | 252     | 455    | 142         | 2022 | 1 487 |            |
| 1995 | 270     | 543    | 219         | 2023 | 1 490 |            |
| 2000 | 411     | 785    | 481         | 2024 | 1 467 |            |
| 2002 | 498     | 773    | 492         |      |       |            |

Gebietsstand des jeweiligen Jahres, Einwohnerzahl: Stand 31. Dezember (ab 1991), ab 2011 auf Basis des Zensus 2011, ab 2022 auf Basis des Zensus 2022

## Politik

### Gemeindevertretung
Die Gemeindevertretung von Siehdichum besteht aus 12 Gemeindevertretern und dem ehrenamtlichen Bürgermeister. Die Kommunalwahl am 9. Juni 2024 führte bei einer Wahlbeteiligung von 79,9 % zu folgendem Ergebnis:
| Gemeinsam mit Euch für Siehdichum | –      | –  | –      | –  | 29,5 % | 3  |
| WIR für Schernsdorf               | –      | –  | 20,5 % | 3  | 26,4 % | 3  |
| Bürgervereinigung Pohlitz         | 29,6 % | 4  | 25,5 % | 3  | 24,9 % | 3  |
| Bürgervereinigung Rießen          | 33,0 % | 4  | 31,3 % | 4  | 14,4 % | 2  |
| Einzelbewerberin Paula Galle      | –      | –  | –      | –  | 04,8 % | 1  |
| Bürgervereinigung Schernsdorf     | 21,0 % | 3  | 11,4 % | 1  | –      | –  |
| Einzelbewerber Robert Meus        | –      | –  | 07,3 % | 1  | –      | –  |
| Einzelbewerber Noack              | 03,1 % | –  | 02,4 % | –  | –      | –  |
| CDU                               | 02,3 % | –  | 01,6 % | –  | –      | –  |
| Wählergemeinschaft Feuerwehr      | 11,0 % | 1  | –      | –  | –      | –  |
| Insgesamt                         | 100 %  | 12 | 100 %  | 12 | 100 %  | 12 |

Neben der Gemeindevertretung gibt es in den drei Ortsteilen Ortsbeiräte mit jeweils drei Sitzen. Die Ortsbeiräte wählen den jeweiligen Ortsvorsteher. In Pohlitz ist dies Ilka Blumenthal, in Rießen Steffi Zimmerling und in Schernsdorf Michaela Stenzel (Stand: 2025).

### Bürgermeister
- 2003–2024: Wolfgang Beitsch[15]
- seit 2024: Robert Meus

Beitsch wurde bei der Bürgermeisterwahl am 26. Mai 2019 ohne Gegenkandidat mit 83,9 % der gültigen Stimmen wiedergewählt.
Meus wurde bei der Bürgermeisterwahl am 9. Juni 2024 mit 56,3 % der gültigen Stimmen zu seinem Nachfolger gewählt. Seine Amtszeit beträgt fünf Jahre.

### Wappen
Das Wappen wurde am 19. Januar 2007 genehmigt.
Blasonierung: „In Gold eine eingebogene grüne Spitze bis zum blauen Wellenschildfuß, belegt mit drei zu einer Garbe gebundenen goldenen Kornähren, beseitet rechts von einem schräggekreuzten schwarzen Schlägel und Eisen und links von einem schwarzen Schaufelrad.“

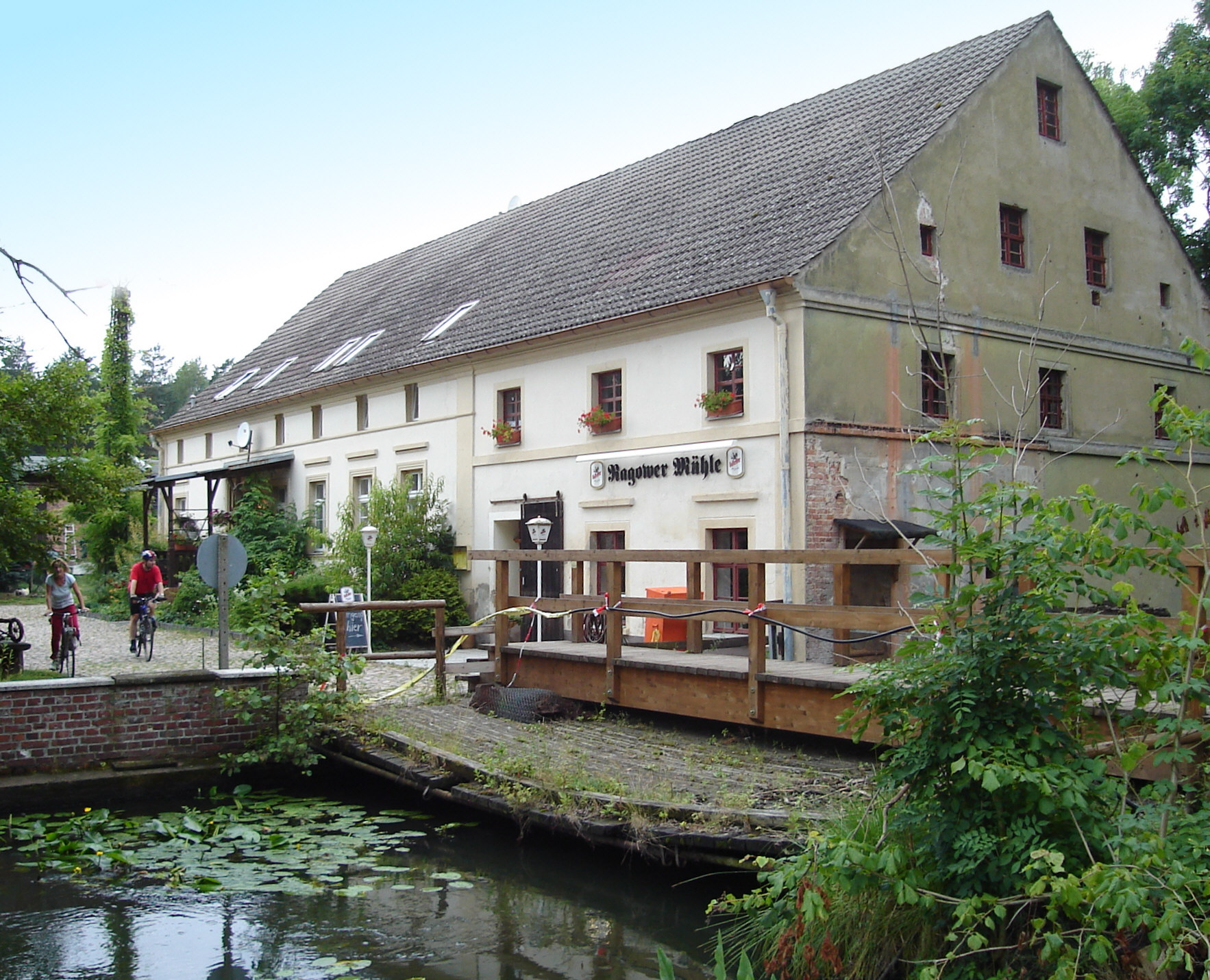
Ragower Mühle

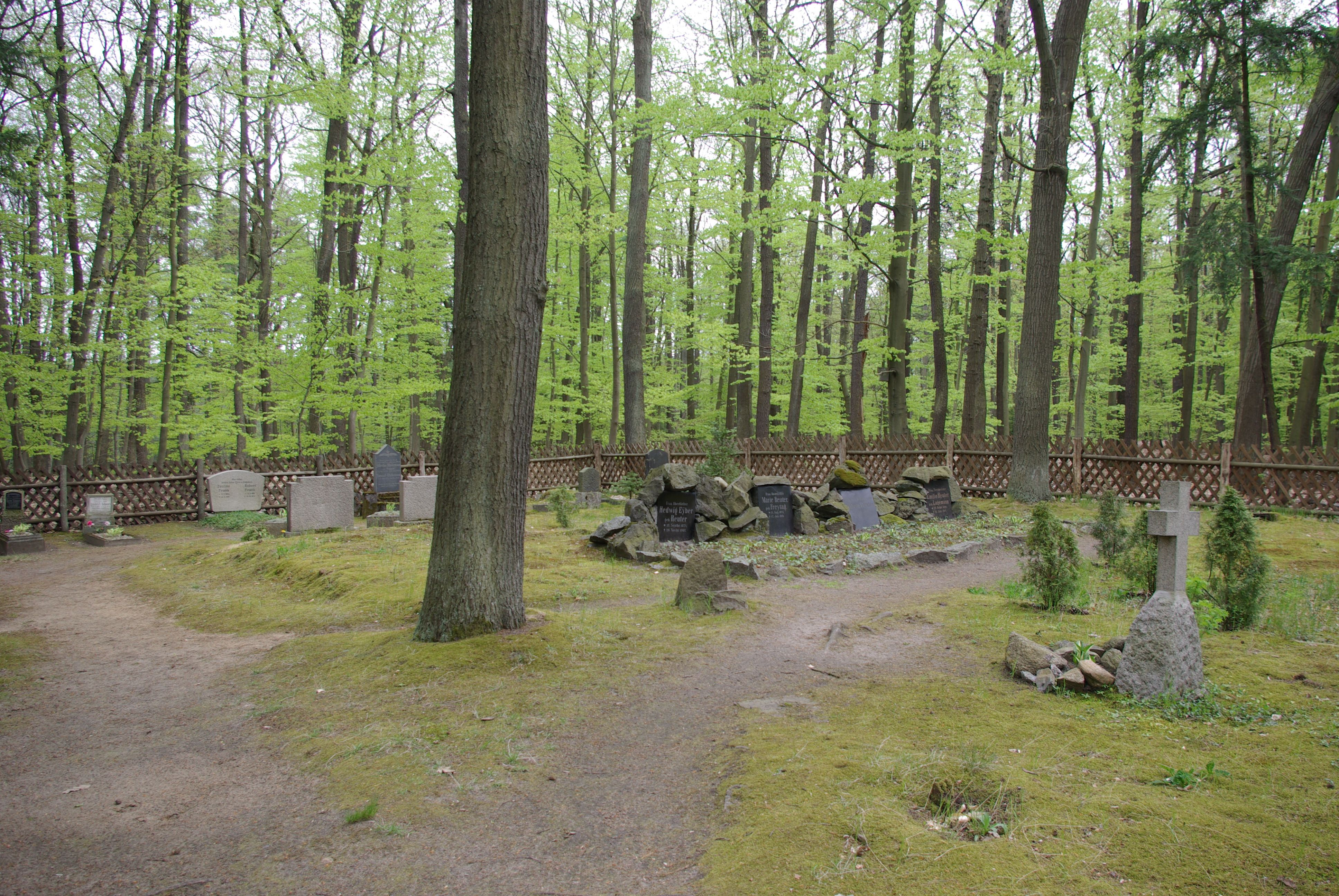
Försterfriedhof in der Nähe des Forsthauses Siehdichum

## Sehenswürdigkeiten
In der Liste der Baudenkmale in Siehdichum und in der Liste der Bodendenkmale in Siehdichum stehen die in der Denkmalliste des Landes Brandenburg eingetragenen Kulturdenkmale. Dazu gehört unter anderem die Ragower Mühle im Ortsteil Schernsdorf.

## Verkehr

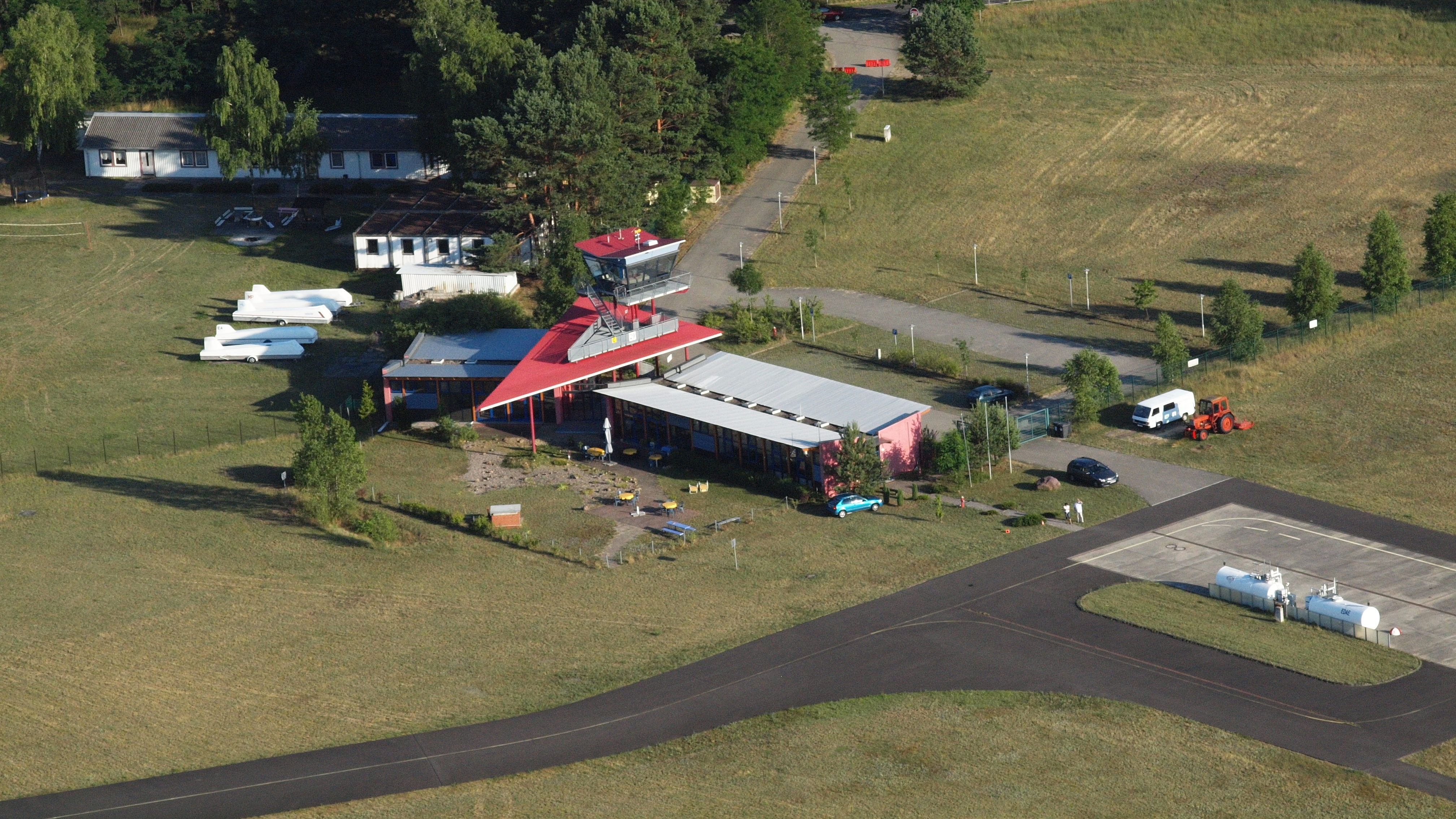
Flugplatz (2015)

Siehdichum liegt an der Landesstraße 37, die Müllrose und Eisenhüttenstadt verbindet.
Die nächsten Bahnstationen sind Mixdorf und Müllrose an der Bahnstrecke Königs Wusterhausen–Frankfurt (Oder). Sie werden von der Regionalbahnlinie 36 bedient. Ziltendorf liegt an der Bahnstrecke Frankfurt (Oder)–Cottbus. Hier verkehrt die Regionalbahnlinie 11 zwischen Frankfurt (Oder) und Cottbus.
Die Gemeinde gehört zum Verkehrsverbund Berlin-Brandenburg. Die Buslinie 443 der BOS, die zwischen Eisenhüttenstadt und Müllrose verkehrt, hält in allen drei Ortsteilen.
Im Ortsteil Pohlitz befindet sich der Verkehrslandeplatz Eisenhüttenstadt, an dem die Gemeinde einen Anteil (2 %) hält.